# Coupe d'Angleterre de rugby à XV 2004-2005
Navigation
Powergen Cup 2003-2004 Powergen Cup 2005-2006
La Coupe d'Angleterre de rugby à XV 2004-2005, qui porte le nom Powergen Cup de son sponsor du moment, oppose les équipes anglaises de rugby à XV dans une compétition à élimination directe en neuf tours. Les douze clubs de la première division intègrent la compétition lors du sixième tour (huitièmes de finale) et rejoignent les quatre équipes des divisions inférieures issues des cinq tours précédents. Il s'agit cette année des Bristol Shoguns, des Bedford Blues, de Plymouth Albion et des Pertemps Bees.
En demi-finale, Bath Rugby se qualifie contre Gloucester RFC tout à la fin d'un match à suspense. Les deux équipes sont à égalité à la fin du temps règlementaire et s'engagent alors dans deux prolongations de dix minutes. Le match est alors très tendu et le score n'évolue pas jusqu'à l'avant-dernière minute à laquelle le demi de mêlée Andy Williams marque l'essai de la victoire. Dans l'autre demi-finale, les Leeds Tykes battent les London Irish.
Les Leeds Tykes remportent la finale au stade de Twickenham contre Bath Rugby et mettent fin à la série de victoires de Bath dans la compétition. En effet, l'équipe anglaise a remporté jusqu'ici dix titres en autant de finales disputées. Cette première défaite est historique d'autant plus que l'équipe de Leeds n'était pas favorite avant le match puisqu'elle se bat contre la relégation dans le championnat.

## Tableau
Malgré leur victoire en huitième de finale, les London Wasps sont disqualifiés par la Fédération anglaise de rugby à XV pour avoir fait jouer un rugbyman non éligible. Ce sont donc les Bristol Shoguns qui vont en quart de finale.
|  | Huitièmes de finale                                 | Huitièmes de finale                                |                    |    | Quarts de finale                                 | Quarts de finale                                 |  |  | Demi-finales                                 | Demi-finales                                 |  |  | Finale                              | Finale                              |
|  | Huitièmes de finale                                 | Huitièmes de finale                                |                    |    | Quarts de finale                                 | Quarts de finale                                 |  |  | Demi-finales                                 | Demi-finales                                 |  |  | Finale                              | Finale                              |
|  |                                                     |                                                    |                    |    |                                                  |                                                  |  |  |                                              |                                              |  |  |                                     |                                     |
|  | 18 décembre 2004 à Welford Road, Leicester          | 18 décembre 2004 à Welford Road, Leicester         |                    |    | 22 janvier 2005 au Kingsholm Stadium, Gloucester | 22 janvier 2005 au Kingsholm Stadium, Gloucester |  |  | 6 mars 2005 au Kingsholm Stadium, Gloucester | 6 mars 2005 au Kingsholm Stadium, Gloucester |  |  | 16 avril 2005 à Twickenham, Londres | 16 avril 2005 à Twickenham, Londres |
|  | 18 décembre 2004 à Welford Road, Leicester          | 18 décembre 2004 à Welford Road, Leicester         |                    |    | 22 janvier 2005 au Kingsholm Stadium, Gloucester | 22 janvier 2005 au Kingsholm Stadium, Gloucester |  |  | 6 mars 2005 au Kingsholm Stadium, Gloucester | 6 mars 2005 au Kingsholm Stadium, Gloucester |  |  | 16 avril 2005 à Twickenham, Londres | 16 avril 2005 à Twickenham, Londres |
|  | Leicester Tigers                                    | 13                                                 |                    |    | 22 janvier 2005 au Kingsholm Stadium, Gloucester | 22 janvier 2005 au Kingsholm Stadium, Gloucester |  |  | 6 mars 2005 au Kingsholm Stadium, Gloucester | 6 mars 2005 au Kingsholm Stadium, Gloucester |  |  | 16 avril 2005 à Twickenham, Londres | 16 avril 2005 à Twickenham, Londres |
|  | Leicester Tigers                                    | 13                                                 |                    |    | 22 janvier 2005 au Kingsholm Stadium, Gloucester | 22 janvier 2005 au Kingsholm Stadium, Gloucester |  |  | 6 mars 2005 au Kingsholm Stadium, Gloucester | 6 mars 2005 au Kingsholm Stadium, Gloucester |  |  | 16 avril 2005 à Twickenham, Londres | 16 avril 2005 à Twickenham, Londres |
|  | Gloucester RFC                                      | 20                                                 |                    |    | 22 janvier 2005 au Kingsholm Stadium, Gloucester | 22 janvier 2005 au Kingsholm Stadium, Gloucester |  |  | 6 mars 2005 au Kingsholm Stadium, Gloucester | 6 mars 2005 au Kingsholm Stadium, Gloucester |  |  | 16 avril 2005 à Twickenham, Londres | 16 avril 2005 à Twickenham, Londres |
|  | Gloucester RFC                                      | 20                                                 | Gloucester RFC     | 21 |                                                  |                                                  |  |  | 6 mars 2005 au Kingsholm Stadium, Gloucester | 6 mars 2005 au Kingsholm Stadium, Gloucester |  |  | 16 avril 2005 à Twickenham, Londres | 16 avril 2005 à Twickenham, Londres |
|  | 19 décembre 2004 au Memorial Stadium, Bristol       |                                                    | Gloucester RFC     | 21 |                                                  |                                                  |  |  | 6 mars 2005 au Kingsholm Stadium, Gloucester | 6 mars 2005 au Kingsholm Stadium, Gloucester |  |  | 16 avril 2005 à Twickenham, Londres | 16 avril 2005 à Twickenham, Londres |
|  |                                                     | Bristol Shoguns                                    | 0                  |    |                                                  |                                                  |  |  | 6 mars 2005 au Kingsholm Stadium, Gloucester | 6 mars 2005 au Kingsholm Stadium, Gloucester |  |  | 16 avril 2005 à Twickenham, Londres | 16 avril 2005 à Twickenham, Londres |
|  | Bristol Shoguns                                     | Bristol Shoguns                                    | 0                  | 33 |                                                  |                                                  |  |  | 6 mars 2005 au Kingsholm Stadium, Gloucester | 6 mars 2005 au Kingsholm Stadium, Gloucester |  |  | 16 avril 2005 à Twickenham, Londres | 16 avril 2005 à Twickenham, Londres |
|  | Bristol Shoguns                                     | 21 janvier 2005 à Edgeley Park, Stockport          |                    | 33 |                                                  |                                                  |  |  | 6 mars 2005 au Kingsholm Stadium, Gloucester | 6 mars 2005 au Kingsholm Stadium, Gloucester |  |  | 16 avril 2005 à Twickenham, Londres | 16 avril 2005 à Twickenham, Londres |
|  | London Wasps                                        | 43                                                 |                    |    |                                                  |                                                  |  |  | 6 mars 2005 au Kingsholm Stadium, Gloucester | 6 mars 2005 au Kingsholm Stadium, Gloucester |  |  | 16 avril 2005 à Twickenham, Londres | 16 avril 2005 à Twickenham, Londres |
|  | London Wasps                                        | 43                                                 | Gloucester RFC     | 19 |                                                  |                                                  |  |  |                                              |                                              |  |  | 16 avril 2005 à Twickenham, Londres | 16 avril 2005 à Twickenham, Londres |
|  | 19 décembre 2004 au Edgeley Park, Stockport         |                                                    | Gloucester RFC     | 19 |                                                  |                                                  |  |  |                                              |                                              |  |  | 16 avril 2005 à Twickenham, Londres | 16 avril 2005 à Twickenham, Londres |
|  |                                                     | Bath                                               | 24                 |    |                                                  |                                                  |  |  |                                              |                                              |  |  | 16 avril 2005 à Twickenham, Londres | 16 avril 2005 à Twickenham, Londres |
|  | Sale Sharks                                         | Bath                                               | 24                 | 38 |                                                  |                                                  |  |  |                                              |                                              |  |  | 16 avril 2005 à Twickenham, Londres | 16 avril 2005 à Twickenham, Londres |
|  | Sale Sharks                                         | 5 mars 2005 au Headingley Stadium, leeds           |                    | 38 |                                                  |                                                  |  |  |                                              |                                              |  |  | 16 avril 2005 à Twickenham, Londres | 16 avril 2005 à Twickenham, Londres |
|  | Plymouth Albion                                     | 18                                                 |                    |    |                                                  |                                                  |  |  |                                              |                                              |  |  | 16 avril 2005 à Twickenham, Londres | 16 avril 2005 à Twickenham, Londres |
|  | Plymouth Albion                                     | 18                                                 | Sale Sharks        | 23 |                                                  |                                                  |  |  |                                              |                                              |  |  | 16 avril 2005 à Twickenham, Londres | 16 avril 2005 à Twickenham, Londres |
|  | 18 décembre 2004 au Recreation Ground, Bath         |                                                    | Sale Sharks        | 23 |                                                  |                                                  |  |  |                                              |                                              |  |  | 16 avril 2005 à Twickenham, Londres | 16 avril 2005 à Twickenham, Londres |
|  |                                                     | Bath                                               | 24                 |    |                                                  |                                                  |  |  |                                              |                                              |  |  | 16 avril 2005 à Twickenham, Londres | 16 avril 2005 à Twickenham, Londres |
|  | Bath                                                | Bath                                               | 24                 | 33 |                                                  |                                                  |  |  |                                              |                                              |  |  | 16 avril 2005 à Twickenham, Londres | 16 avril 2005 à Twickenham, Londres |
|  | Bath                                                | 22 janvier 2005 au Franklin's Gardens, Northampton |                    | 33 |                                                  |                                                  |  |  |                                              |                                              |  |  | 16 avril 2005 à Twickenham, Londres | 16 avril 2005 à Twickenham, Londres |
|  | Harlequins                                          | 7                                                  |                    |    |                                                  |                                                  |  |  |                                              |                                              |  |  | 16 avril 2005 à Twickenham, Londres | 16 avril 2005 à Twickenham, Londres |
|  | Harlequins                                          | 7                                                  | Bath               | 12 |                                                  |                                                  |  |  |                                              |                                              |  |  |                                     |                                     |
|  | 18 décembre 2004 au Franklin's Gardens, Northampton |                                                    | Bath               | 12 |                                                  |                                                  |  |  |                                              |                                              |  |  |                                     |                                     |
|  |                                                     | Leeds Tykes                                        | 20                 |    |                                                  |                                                  |  |  |                                              |                                              |  |  |                                     |                                     |
|  | Northampton Saints                                  | Leeds Tykes                                        | 20                 | 41 |                                                  |                                                  |  |  |                                              |                                              |  |  |                                     |                                     |
|  | Northampton Saints                                  |                                                    |                    | 41 |                                                  |                                                  |  |  |                                              |                                              |  |  |                                     |                                     |
|  | Bedford Blues                                       | 8                                                  |                    |    |                                                  |                                                  |  |  |                                              |                                              |  |  |                                     |                                     |
|  | Bedford Blues                                       | 8                                                  | Northampton Saints | 19 |                                                  |                                                  |  |  |                                              |                                              |  |  |                                     |                                     |
|  | 19 décembre 2004 au Headingley Stadium, Leeds       |                                                    | Northampton Saints | 19 |                                                  |                                                  |  |  |                                              |                                              |  |  |                                     |                                     |
|  |                                                     | Leeds Tykes                                        | 24                 |    |                                                  |                                                  |  |  |                                              |                                              |  |  |                                     |                                     |
|  | Leeds Tykes                                         | Leeds Tykes                                        | 24                 | 81 |                                                  |                                                  |  |  |                                              |                                              |  |  |                                     |                                     |
|  | Leeds Tykes                                         | 23 janvier 2005 à Vicarage Road, Watford           |                    | 81 |                                                  |                                                  |  |  |                                              |                                              |  |  |                                     |                                     |
|  | Pertemps Bees                                       | 17                                                 |                    |    |                                                  |                                                  |  |  |                                              |                                              |  |  |                                     |                                     |
|  | Pertemps Bees                                       | 17                                                 | Leeds Tykes        | 15 |                                                  |                                                  |  |  |                                              |                                              |  |  |                                     |                                     |
|  | 19 décembre 2004 à Vicarage Road, Watford           |                                                    | Leeds Tykes        | 15 |                                                  |                                                  |  |  |                                              |                                              |  |  |                                     |                                     |
|  |                                                     | London Irish                                       | 6                  |    |                                                  |                                                  |  |  |                                              |                                              |  |  |                                     |                                     |
|  | Saracens                                            | London Irish                                       | 6                  | 22 |                                                  |                                                  |  |  |                                              |                                              |  |  |                                     |                                     |
|  | Saracens                                            |                                                    |                    | 22 |                                                  |                                                  |  |  |                                              |                                              |  |  |                                     |                                     |
|  | Newcastle Falcons                                   | 20                                                 |                    |    |                                                  |                                                  |  |  |                                              |                                              |  |  |                                     |                                     |
|  | Newcastle Falcons                                   | 20                                                 | Saracens           | 15 |                                                  |                                                  |  |  |                                              |                                              |  |  |                                     |                                     |
|  | 18 décembre 2004 au Sixways Stadium, Worcester      |                                                    | Saracens           | 15 |                                                  |                                                  |  |  |                                              |                                              |  |  |                                     |                                     |
|  |                                                     | London Irish                                       | 21                 |    |                                                  |                                                  |  |  |                                              |                                              |  |  |                                     |                                     |
|  | Worcester                                           | London Irish                                       | 21                 | 7  |                                                  |                                                  |  |  |                                              |                                              |  |  |                                     |                                     |
|  | Worcester                                           |                                                    |                    | 7  |                                                  |                                                  |  |  |                                              |                                              |  |  |                                     |                                     |
|  | London Irish                                        | 9                                                  |                    |    |                                                  |                                                  |  |  |                                              |                                              |  |  |                                     |                                     |
|  | London Irish                                        | 9                                                  |                    |    |                                                  |                                                  |  |  |                                              |                                              |  |  |                                     |                                     |

## Détails des matchs

### Huitièmes de finale
| 18 décembre 2004 | Bath Rugby                                                                                 | 33 – 7, (10 – 7) | Harlequins                                       | The Recreation Ground, Bath 6 343 spectateurs Arbitre : Nigel Owens |
| 18 décembre 2004 | Essai(s) : Higgins, Mears, Cheeseman Transformation(s) : Barkley 3 Pénalité(s) : Barkley 4 |                  | Essai(s) : Staunton Transformation(s) : Staunton | The Recreation Ground, Bath 6 343 spectateurs Arbitre : Nigel Owens |
| 18 décembre 2004 |                                                                                            |                  |                                                  | The Recreation Ground, Bath 6 343 spectateurs Arbitre : Nigel Owens |

| 18 décembre 2004 | Leicester Tigers                                                                 | 13 – 20, (7 – 3) | Gloucester RFC                                                                       | Welford Road Stadium, Leicester 9 902 spectateurs Arbitre : Ashley Rowden |
| 18 décembre 2004 | Essai(s) : Varndell Transformation(s) : Broadfoot Pénalité(s) : Broadfoot, Vesty |                  | Essai(s) : Mauger, essai de pénalité Transformation(s) : Paul 2 Pénalité(s) : Paul 2 | Welford Road Stadium, Leicester 9 902 spectateurs Arbitre : Ashley Rowden |
| 18 décembre 2004 |                                                                                  |                  |                                                                                      | Welford Road Stadium, Leicester 9 902 spectateurs Arbitre : Ashley Rowden |

| 18 décembre 2004 | Northampton Saints                                                                                         | 41 – 8 (15-3) | Bedford Blues                              | Franklin's Gardens, Northampton 9 117 spectateurs Arbitre : Rob Debney |
| 18 décembre 2004 | Essai(s) : Rudd, Tucker, Clarke 2, Human, Seely Transformation(s) : Grayson 3, Drahm Pénalité(s) : Grayson |               | Essai(s) : Tonga'uiha Pénalité(s) : Hinton | Franklin's Gardens, Northampton 9 117 spectateurs Arbitre : Rob Debney |
| 18 décembre 2004 | |               |                                            | Franklin's Gardens, Northampton 9 117 spectateurs Arbitre : Rob Debney |

| 18 décembre 2004 | Worcester                                               | 7 – 9, (0 – 6) | London Irish                             | Sixways Stadium, Worcester 2 517 spectateurs Arbitre : Hugh Watkins |
| 18 décembre 2004 | Essai(s) : essai de pénalité Transformation(s) : Powell |                | Pénalité(s) : Mapletoft 2 Drop(s) : Catt | Sixways Stadium, Worcester 2 517 spectateurs Arbitre : Hugh Watkins |
| 18 décembre 2004 |                                                         |                |                                          | Sixways Stadium, Worcester 2 517 spectateurs Arbitre : Hugh Watkins |

| 19 décembre 2004 | Bristol Shoguns                                                                               | 33 – 43, (13 – 24) | London Wasps                                                                                             | Memorial Stadium, Bristol 9 532 spectateurs Arbitre : Tony Spreadbury |
| 19 décembre 2004 | Essai(s) : Brownrigg, Higgitt, Stortoni Transformation(s) : Strange 3 Pénalité(s) : Strange 4 |                    | Essai(s) : Biljon, Lewsey, Voyce, Rees Transformation(s) : Van Gisbergen 4 Pénalité(s) : Van Gisbergen 5 | Memorial Stadium, Bristol 9 532 spectateurs Arbitre : Tony Spreadbury |
| 19 décembre 2004 |                                                                                               |                    | | Memorial Stadium, Bristol 9 532 spectateurs Arbitre : Tony Spreadbury |

| 19 décembre 2004 | Leeds Tykes | 81 – 17 (40 – 8) | Pertemps Bees                                                                        | Headingley Stadium, Leeds 1 218 spectateurs Arbitre : Steve Lander |
| 19 décembre 2004 | Essai(s) : Biggs 3, Stimpson 2, Christophers, Gerber, Dunbar, Rigney, Holt, Morgan, Doherty, essai de pénalité Transformation(s) : Ross 8 |                  | Essai(s) : Hurrell, Takarangi Transformation(s) : Walsh, Woodrow Pénalité(s) : Walsh | Headingley Stadium, Leeds 1 218 spectateurs Arbitre : Steve Lander |
| 19 décembre 2004 | |                  |                                                                                      | Headingley Stadium, Leeds 1 218 spectateurs Arbitre : Steve Lander |

| 19 décembre 2004 | Sale Sharks                                                                                   | 38 – 18, (18 – 13) | Plymouth Albion                                                               | Edgeley Park, Stockport 3 196 spectateurs Arbitre : Romain Poite |
| 19 décembre 2004 | Essai(s) : Hanley 2, Anglesea 2, Sheridan Transformation(s) : Hercus 2 Pénalité(s) : Hercus 3 |                    | Essai(s) : Robinson 2 Transformation(s) : Pritchard Pénalité(s) : Pritchard 2 | Edgeley Park, Stockport 3 196 spectateurs Arbitre : Romain Poite |
| 19 décembre 2004 |                                                                                               |                    |                                                                               | Edgeley Park, Stockport 3 196 spectateurs Arbitre : Romain Poite |

| 19 décembre 2004 | Saracens                                                                                | 22 – 20 (17 – 5) | Newcastle Falcons                                                                         | Vicarage Road, Watford 6 029 spectateurs Arbitre : Chris White |
| 19 décembre 2004 | Essai(s) : Bartholemeusz, Randell 2 Transformation(s) : Jackson 2 Pénalité(s) : Jackson |                  | Essai(s) : Grimes, Tait, Stephenson Transformation(s) : Wilkinson Pénalité(s) : Wilkinson | Vicarage Road, Watford 6 029 spectateurs Arbitre : Chris White |
| 19 décembre 2004 |                                                                                         |                  |                                                                                           | Vicarage Road, Watford 6 029 spectateurs Arbitre : Chris White |

### Quarts de finale
| 21 janvier 2005 | Sale Sharks                                                                                      | 23 – 24 | Bath Rugby                                                                       | Edgeley Park, Stockport 6 106 spectateurs Arbitre : Ashley Rowden |
| 21 janvier 2005 | Essai(s) : Jones, Titterrell Transformation(s) : Hodgson, Hercus Pénalité(s) : Hodgson, Hercus 2 |         | Essai(s) : Fea'unati, Stevens Transformation(s) : Malone Pénalité(s) : Barkley 4 | Edgeley Park, Stockport 6 106 spectateurs Arbitre : Ashley Rowden |
| 21 janvier 2005 |                                                                                                  |         |                                                                                  | Edgeley Park, Stockport 6 106 spectateurs Arbitre : Ashley Rowden |

| 22 janvier 2005 | Gloucester RFC                                                            | 21 – 0 | Bristol Shoguns | Kingsholm Stadium, Gloucester 13 000 spectateurs Arbitre : Steve Lander |
| 22 janvier 2005 | Essai(s) : Gomarsall, Brown Transformation(s) : Paul Pénalité(s) : Paul 3 |        |                 | Kingsholm Stadium, Gloucester 13 000 spectateurs Arbitre : Steve Lander |
| 22 janvier 2005 |                                                                           |        |                 | Kingsholm Stadium, Gloucester 13 000 spectateurs Arbitre : Steve Lander |

| 22 janvier 2005 | Northampton Saints                                               | 19 – 24 | Leeds Tykes                                                                            | Franklin's Gardens, Northampton 7 408 spectateurs Arbitre : Chris White |
| 22 janvier 2005 | Essai(s) : Human Transformation(s) : Drahm Pénalité(s) : Drahm 4 |         | Essai(s) : Shelley, Regan Transformation(s) : Ross Pénalité(s) : Ross 3 Drop(s) : Ross | Franklin's Gardens, Northampton 7 408 spectateurs Arbitre : Chris White |
| 22 janvier 2005 |                                                                  |         |                                                                                        | Franklin's Gardens, Northampton 7 408 spectateurs Arbitre : Chris White |

| 23 janvier 2005 | Saracens                                                                     | 15 – 21 | London Irish              | Vicarage Road, Watford 7 289 spectateurs Arbitre : Sean Davey |
| 23 janvier 2005 | Essai(s) : Cairns, Chesney Transformation(s) : Jackson Pénalité(s) : Jackson |         | Pénalité(s) : Mapletoft 7 | Vicarage Road, Watford 7 289 spectateurs Arbitre : Sean Davey |
| 23 janvier 2005 |                                                                              |         |                           | Vicarage Road, Watford 7 289 spectateurs Arbitre : Sean Davey |

### Demi-finales
| 5 mars 2005 | Leeds Tykes                                                                              | 15 – 6 | London Irish                         | Headingley Stadium, Leeds 7 408 spectateurs Arbitre : Chris White |
| 5 mars 2005 | Essai(s) : Bell (22e), Doherty (66e) Transformation(s) : Ross (66e) Drop(s) : Ross (40e) |        | Pénalité(s) : Mapletoft 2 (40e, 55e) | Headingley Stadium, Leeds 7 408 spectateurs Arbitre : Chris White |
| 5 mars 2005 |                                                                                          |        |                                      | Headingley Stadium, Leeds 7 408 spectateurs Arbitre : Chris White |

| 6 mars 2005 | Gloucester RFC                                                                                 | 19 – 24 (ap) | Bath Rugby | Kingsholm Stadium, Gloucester 13 000 spectateurs Arbitre : Ashley Rowden |
| 6 mars 2005 | Essai(s) : Kiole (60e) Transformation(s) : Paul (60e) Pénalité(s) : Paul 4 (8e, 12e, 21e, 38e) |              | Essai(s) : Maddock (19e), Williams (99e) Transformation(s) : Malone (19e) Pénalité(s) : Malone 4 (2e, 9e, 35e, 67e) | Kingsholm Stadium, Gloucester 13 000 spectateurs Arbitre : Ashley Rowden |
| 6 mars 2005 |                                                                                                |              | | Kingsholm Stadium, Gloucester 13 000 spectateurs Arbitre : Ashley Rowden |

### Finale
(mt : 9 – 20)
Points marqués :
- Bath : 4 pénalités de Malone (9e, 32e, 36e, 45e)
- Leeds : 2 essais de Bell (30e) et Snyman (40e); 2 transformations de Ross (30e, 40e); 2 pénalités de Ross (12e, 18e)

Évolution du score : 3-0, 3-3, 3-6, 3-13, 6-13, 9-13, 9-20, 12-20
Arbitre : Dave Pearson
Résumé
| Bath Titulaires Matt Perry 15 Joe Maddock 14 Andrew Higgins 13 Olly Barkley 12 Frikkie Welsh 11 Chris Malone 10 Nick Walshe 9 James Scaysbrook 8 Zak Feau'nati 7 Geraint Lewis 6 (cap.) Danny Grewcock 5 Rob Fidler 4 Duncan Bell 3 Lee Mears 2 Matt Stevens 1 Remplaçants Jonathan Humphreys 16 David Flatman 17 Gareth Delve 18 James Hudson 19 Brendan Daniel 20 Martyn Wood 21 Ryan Davis 22 Entraîneur |  | Leeds Tykes Titulaires 15 Iain Balshaw (cap.) 14 Andre Snyman 13 Phil Christophers 12 Chris Bell 11 Tom Biggs 10 Gordon Ross 9 Alan Dickens 8 Alix Popham 7 Richard Parks 6 Scott Morgan 5 Tom Palmer 4 Stuart Hooper 3 Gavin Kerr 2 Mark Regan 1 Mike Shelley Remplaçants 16 Matt Holt 17 Rob Rawlinson 18 Jon Dunbar 19 Dan Hyde 20 Mark McMillan 21 Craig McMullen 22 Diego Albanese Entraîneur |